# 埃特爾布呂克足球俱樂部
埃特爾布呂克足球俱樂部（Football Club Etzella Ettelbruck）是盧森堡的一家足球俱樂部。主場位於埃特尔布吕克。球隊參加盧森堡國家足球聯賽的賽事。

## 外部連結
- FC Etzella official website